# 羅斯福號航空母艦 (CV-42)
富蘭克林·D·羅斯福號航空母艦（英語：USS Franklin D. Roosevelt，舷號 CVB/CVA/CV-42，簡稱羅斯福號），是一艘隸屬於美國海軍的航空母艦，為中途島級航空母艦的二號艦。她是美軍第一艘以美國總統富蘭克林·羅斯福為名的軍艦。
羅斯福號在1943年於紐約布魯克林造船廠開始建造，並在1945年下水，起初命名為珊瑚海號。由於羅斯福總統逝世不久，海軍把在紐約建造的航空母艦更名為羅斯福，以紀念這位前海军助理部長；至於珊瑚海的艦名則改用於另一艘建造中的航空母艦。
羅斯福號在日本投降後兩個月服役，無緣參與第二次世界大戰。此後，羅斯福號長時間留在大西洋及地中海執勤，又與北約成員國的海軍演習，並時常到訪地中海各國的港口。羅斯福號沒有參與韓戰，但在韓戰時期被重編為攻擊航母，舷號更改為CVA-42。韓戰結束後，羅斯福號進行代號SCB-110的現代化改建，增設斜角飛行甲板。
羅斯福號在1960年代大部分時間都留在大西洋及地中海海域。她曾在古巴革命及多明尼加政治危機期間到加勒比海戒備，但錯過了古巴導彈危機，沒有參與封鎖古巴。越戰升溫後，羅斯福號在1966年曾短暫派往越南作戰，後來返回到地中海作恆常執勤。羅斯福號在1968年進行第二次現代化改建，並在1973年贖罪日戰爭期間協助美軍運送物質增援以色列。1975年，羅斯福號被重編為多用途航空母艦，舷號改為CV-42。
由於羅斯福號的通用電氣製蒸汽輪機性能欠佳，艦體狀況遠比其他姊妹艦惡劣，兼且翻新成本過高，海軍在1977年將羅斯福號退役除藉，並在1978年將其出售拆解。

## 建造及早年服役

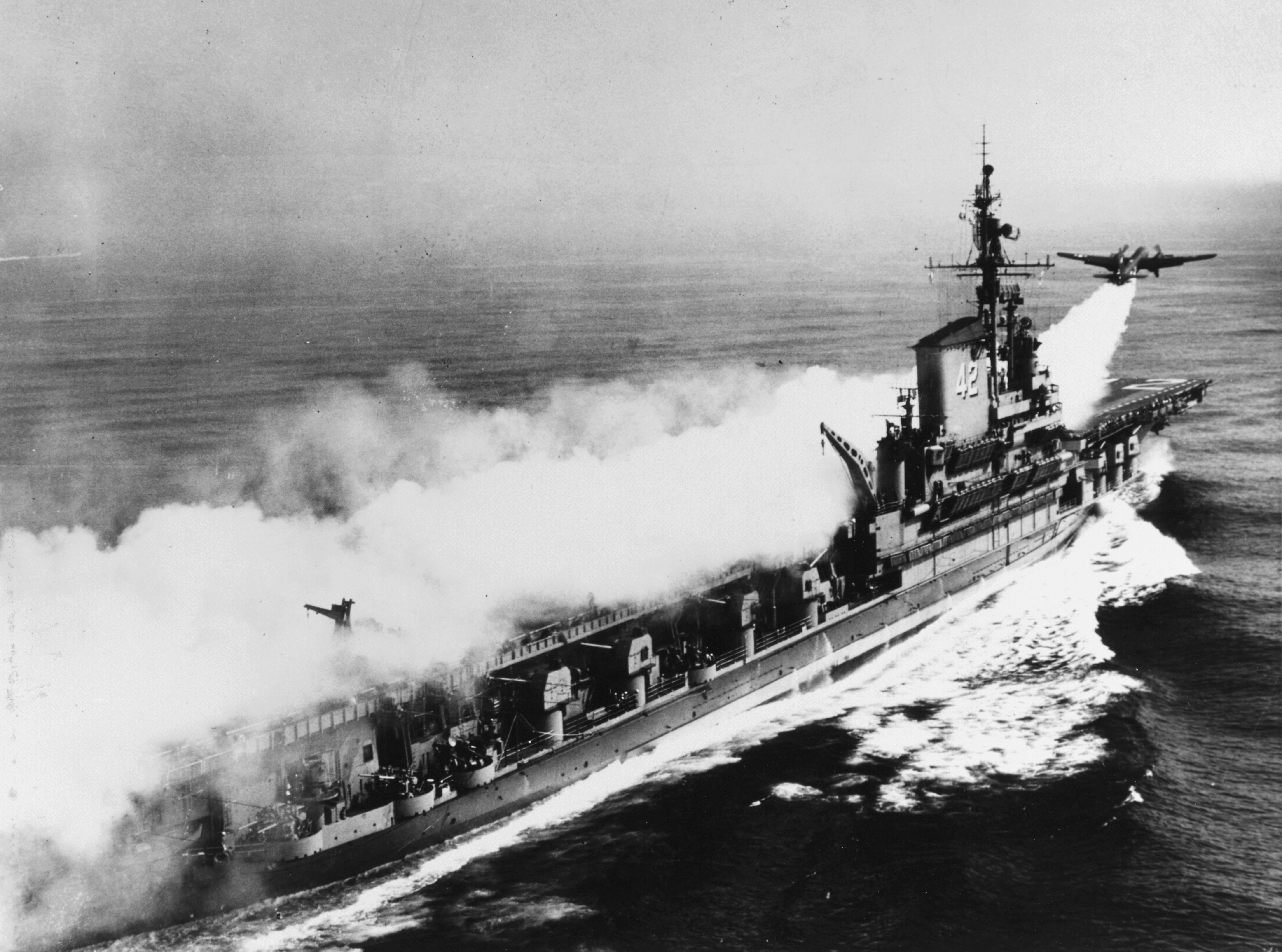
1951年7月2日，一架經改裝的P-2V海王星巡邏機在羅斯福號起飛。當時海軍只有海王星巡邏機可以投射核武，而中途島級航空母艦則是該機種惟一的起飛平台。要到獅子座飛彈及北極星飛彈投入現役，海軍才無需依賴艦載機投射核彈。

羅斯福號在1943年12月1日於紐約布魯克林造船廠開始建造，起造時原本預定命名為「珊瑚海」（Coral Sea），舷號為CVB-42。1945年4月12日，美國總統羅斯福去世，而CVB-42則在兩星期後的29日下水。為紀念羅斯福，海軍在5月8日將CVB-42更名為羅斯福，而珊瑚海則用於舷號CVB-43的航空母艦。
羅斯福號在1945年10月27日服役，其時第二次世界大戰已結束近兩個月。羅斯福號在1946年1月14日到加勒比海及南大西洋試航，並於2月1日到訪里約熱內盧，參與巴西總統杜特拉的就職禮。3月21日羅斯福號返抵紐約作最後檢修，於4月10日回到母港諾福克海軍基地。由於羅斯福號負載超重，艦艏經常撞入大浪之中，使飛行甲板及前部機庫甲板經常過量入水，艦體的穩定性亦因此降低。此問題一直無法妥善解決。
1946年4月19日，羅斯福號到外海參與第八艦隊的演習，並擔任艦隊指揮馬克·密茲契的旗艦。在4月22日至23日，杜魯門與五星上將萊希、尼米茲及海軍部長福萊斯特曾登艦檢閱演習，在雷達室觀看海軍及陸軍航空隊的戰機交戰。演習結束後，羅斯福號在5月27日返抵紐約。同年7月21日，羅斯福號在近海試飛了FH幽靈戰鬥機，為美國航空母艦首次起降噴射機。7月22日，羅斯福號到加勒比海試航，在8月6日返回諾福克。
羅斯福號在1946年8月8日首次前往地中海巡航，並先後途經里斯本、雅典、那不勒斯、馬爾他、阿爾及爾及丹吉爾，最後在10月4日返抵諾福克。27日羅斯福號在紐約開放予公眾參觀。
1947年2月3日，羅斯福號再次到加勒比海巡航，並首次在海上派出直升機執勤。3月7日羅斯福號返抵諾福克後，在18日進入船廠翻修。1948年6月羅斯福號翻修完畢，留在近岸及加勒比海訓練。
1948年9月13日，羅斯福號第二次到地中海巡航，並先後到訪直布羅陀、馬爾他、奧古斯塔、的黎波里、比雷埃夫斯、斯法克斯（Sfax）、蔚藍海岸的儒昂湾、那不勒斯及奧蘭，然後由菲律賓海號接替，於1949年1月23日返抵漢普頓錨地。
1949年2月21日，羅斯福號再次到加勒比海，並先後到西班牙港及關塔那摩灣，最後到訪紐約，於4月22日返抵諾福克。接著羅斯福號留在近海訓練。10月27日，羅斯福號前往巴芬灣，在極地天氣下演習，於11月23日返回諾福克。

## 1950年代的巡航及現代化改建

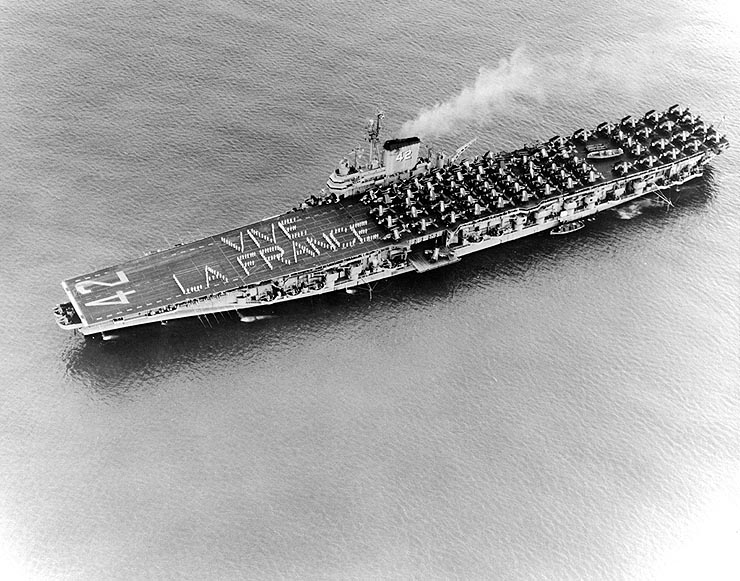
1951年10月，羅斯福號正在法國港口停泊，艦上水兵在甲板排出「法國萬歲」（Vive La France）的字樣。冷戰時期，美國航空母艦經常到訪北約成員國及友好國家的港口，既有進行聯合軍事演習，亦扮演外交親善角色。

1950年初，羅斯福號留在加勒比海訓練，並在3月16日至18日於關塔那摩灣與英國及荷蘭海軍作聯合演習。30日羅斯福號進入諾福克船廠翻修，在8月25日完工。其時韓戰已爆發兩個月。
翻修後羅斯福號留在加勒比海試航訓練。1951年1月10日，羅斯福號第三次前往地中海巡航，並先後到訪奧蘭、奧古斯塔、那不勒斯、比雷埃夫斯、馬爾他、胡安灣、巴勒莫、利佛諾、塔蘭托及康城，在5月17日返抵諾福克。7月2日，羅斯福號曾在美國近海派出經改裝的P-2海王星巡邏機，模擬搭載核彈攻擊。
1951年9月3日，羅斯福號第四次前往地中海巡航，在22日於里斯本接替返國的珊瑚海號。接著羅斯福號到訪奧古斯塔、那不勒斯、拉斯佩齊亞、熱那亞、康城、雅典、塞萨洛尼基及伊斯坦堡等港口，期間艾森豪曾在10月16日登艦參觀。1952年1月26日羅斯福號由中途島號接替，在2月4日返抵諾福克。接著羅斯福號進入船廠維修，直到7月為止。
維修後羅斯福號留在近海訓練。1952年8月26日，羅斯福號離開諾福克，前往北大西洋，參與北約代號主轉桁索行動（Operation Mainbrace）大型演習。除羅斯福號外，美軍亦派出胡蜂號、中途島號、萊特號、明都洛號、薩萊諾灣號及威斯康辛號。至於英國則派出鷹號、光輝號、忒修斯號及前衛號等艦；法國、加拿大、丹麥、挪威、葡萄牙、荷蘭及比利時等國亦派軍參與。9月14日演習開始，在25日結束。演習結束後，羅斯福號前往地中海巡航。10月1日，羅斯福號重編為攻擊航母，舷號改為CVA-42。接著羅斯福號先後到訪里斯本、巴勒莫、胡安灣、塔蘭托、雅典、貝魯特及那不勒斯，在12月10日由中途島號接替，最後於19日返抵諾福克。
1953年初，羅斯福號兩次到船廠維修引擎及鍋爐。5月羅斯福號完成維修後，由在二戰期間發明空戰薩奇剪（Thach Weave）戰術的約翰·薩奇（John Thach）接任艦長。6月11日，羅斯福號離開諾福克，第六次前往地中海巡航，並與安提頓號同行。接著羅斯福號先後到訪胡安灣、馬賽、塞薩洛尼基、比雷埃夫斯及塔蘭托。8月8日至12日，伊奧尼亞群島發生連串地震，其中12日的7.2級地震造成嚴重破壞。14日羅斯福號前往伊奧尼亞外海協助救災三日，然後恢復執勤，到訪那不勒斯、熱那亞、巴塞羅那、康城、拉斯佩齊亞、貝魯特、雅典及利佛諾，在12月3日返抵諾福克。
1954年1月7日，羅斯福號前往美國西岸布雷默頓，進行代號SCB-110的現代化改建。改建的主要內容包括增設斜角飛行甲板、封閉艦艏及三座C-11蒸汽彈射器。由於羅斯福號無法通過巴拿馬運河，故此必須繞道南美洲合恩角。航行期間，羅斯福號順道造訪里約熱內盧、蒙特維多、馬德普拉塔、利馬及阿拉米達，於3月10日抵達普吉灣海軍基地。這也是羅斯福號服役生涯中僅有一次到美國西岸。4月23日羅斯福號暫時退役，並開始改建。改建在1956年4月6日完成，而羅斯福號則在同日重新服役。
1956年6月16日，羅斯福號在阿拉米達搭載軍資，啟程返回東岸。接著羅斯福號先後到訪瓦爾帕萊索及里約熱內盧，於8月8日抵達新母港梅港（Mayport）。接著羅斯福號主要在加勒比海及南大西洋執勤。10月底蘇伊士運河危機爆發，羅斯福號一度預備到中東警戒，但羅斯福號在11月7日離開美國時，戰爭已經結束。羅斯福號在到訪里斯本後，於12月9日返抵梅港。
1957年2月至3月，羅斯福號到緬因灣訓練，並試射了一枚RGM-6飛彈。5月15日，羅斯福號一個螺旋槳意外損壞，而要到船廠維修。到6月初羅斯福號完成維修後不久，泵房又因意外爆炸，造成兩死29人受傷。這使羅斯福號要再次到船廠維修。
1957年7月12日，羅斯福號第七次前往地中海巡航，並先於20日接替返國的尚普蘭湖號。接著羅斯福號先後到訪撒丁尼亞、康城、巴塞羅那、雅典、科孚島、托布魯克、羅得島、塞薩洛尼基、帕爾馬及熱那亞等地，並進行多次演習，於1958年2月13日被薩拉托加號接替，最後在3月5日返抵梅港。
返國後羅斯福號進入船廠維修，然後在8月到近海試航。其時菲德爾·卡斯特羅等領導的古巴革命部隊開始反攻巴蒂斯塔政府軍，羅斯福號駛往古巴外海戒備，以預備撤僑。1959年初巴蒂斯塔政府倒台後，羅斯福號跟隨其他艦隻到大西洋演習。
1959年2月13日，羅斯福號第八次前往地中海巡航，並先後到訪帕爾馬、那不勒斯、康城、土倫、熱那亞、比雷埃夫斯、利佛諾、巴勒莫、撤丁尼亞、巴塞羅那及胡安灣等地，在8月21日由薩拉托加號接替，於9月1日返抵梅港。

## 1960年代初的巡航

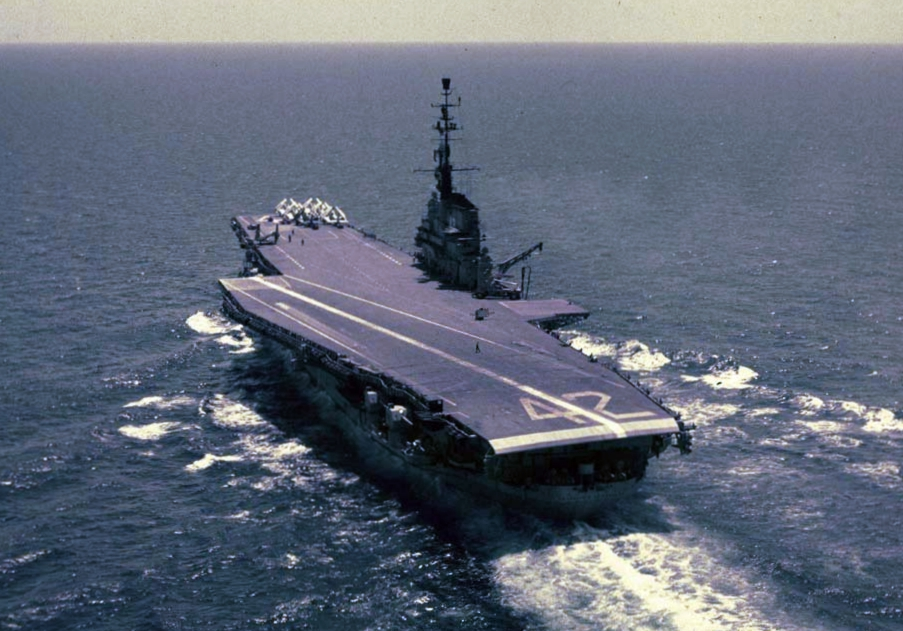
1956年，羅斯福號進行代號SCB-110的現代化改建，增設了斜角飛行甲板，並在外海試航。相片同時可看到飛行甲板的光學助降裝置。

1960年1月28日，羅斯福號第九次前往地中海巡航，並在2月12日接替返國的艾塞克斯號。稍後羅斯福號先後到訪熱那亞、羅得島、塞薩洛尼基、雅典、那不勒斯、尼斯、康城、巴塞羅那、帕爾馬、巴勒莫、利佛諾及比雷埃夫斯，並曾與福萊斯特號及英國海軍皇家方舟號作聯合演習。8月16日羅斯福號由無畏號接替，在24日返抵梅港。9月初颶風唐娜吹襲墨西哥灣及佛羅里達州，羅斯福號一度要離港避風兩日。20日羅斯福號到紐約布魯克林船廠維修。
1961年初，羅斯福號留在近海訓練，並在2月15日第十次前往地中海巡航。接著羅斯福號先接替返國的獨立號，然後到訪濱海自由城、那不勒斯、的黎波里、康城、巴勒莫、奧古斯塔灣、雅典、熱那亞及利佛諾等地，又與北約海軍演習。8月18日羅斯福號由無畏號接替，在28日返抵梅港。11月多明尼加總統拉斐爾·特魯希略遇刺身亡，羅斯福號一度到多明尼加外海戒備，並預備協助美軍撤僑。
1962年初，羅斯福號再到紐約布魯克林船廠維修，然後留在加勒比海訓練。9月14日羅斯福號第11次前往地中海巡航，並先到訪亞速爾群島及直布羅陀，最後在蘇達灣接替返國的企業號。稍後羅斯福號到訪羅得島、伊斯坦堡、雅典、康城、那不勒斯、巴勒莫、熱那亞、帕爾馬、巴塞羅那、利佛諾及塔蘭托等地。雖然古巴導彈危機在10月爆發，羅斯福號未有返回加勒比海封鎖古巴，繼續在地中海執勤及演習。1963年4月10日羅斯福號由薩拉托加號接替，在22日返抵梅港。6月羅斯福號再到布魯克林船廠維修，並拆除部分5吋防空炮。
1964年初，羅斯福號留在加勒比海訓練，在4月28日第12次到地中海巡航，並在5月12日接替返國的香格里拉號。接著羅斯福號先後到訪巴塞羅那、帕爾馬、那不勒斯、馬爾他、雅典、康城、塔蘭托及羅得島，並與各北約成員國海軍演習。其時塞浦路斯的希臘及土耳其族人發生嚴重流血衝突，羅斯福號一度在東地中海預備撤僑。9月底羅斯福號在演習期間，一軸螺旋槳再次意外損毀，而要暫時停止執勤，返國維修。10月初羅斯福號由獨立號接替，於13日到新澤西州作緊急維修。11月初羅斯福號恢復原訂的地中海巡航，直到12月再由薩拉托加號接替，在22日返抵梅港。
1965年初，羅斯福號在加勒比海執勤，並曾到諾福克船廠短暫維修。6月26日羅斯福號第13次前往地中海巡航，先到直布羅陀接替返國的薩拉托加號。接著羅斯福號先後到訪那不勒斯、華倫西亞、撤丁尼亞、馬賽、伊斯坦堡、塔蘭托、帕爾馬及巴塞羅那，在12月9日由薩拉托加號接替，於17日返抵梅港。

## 越戰

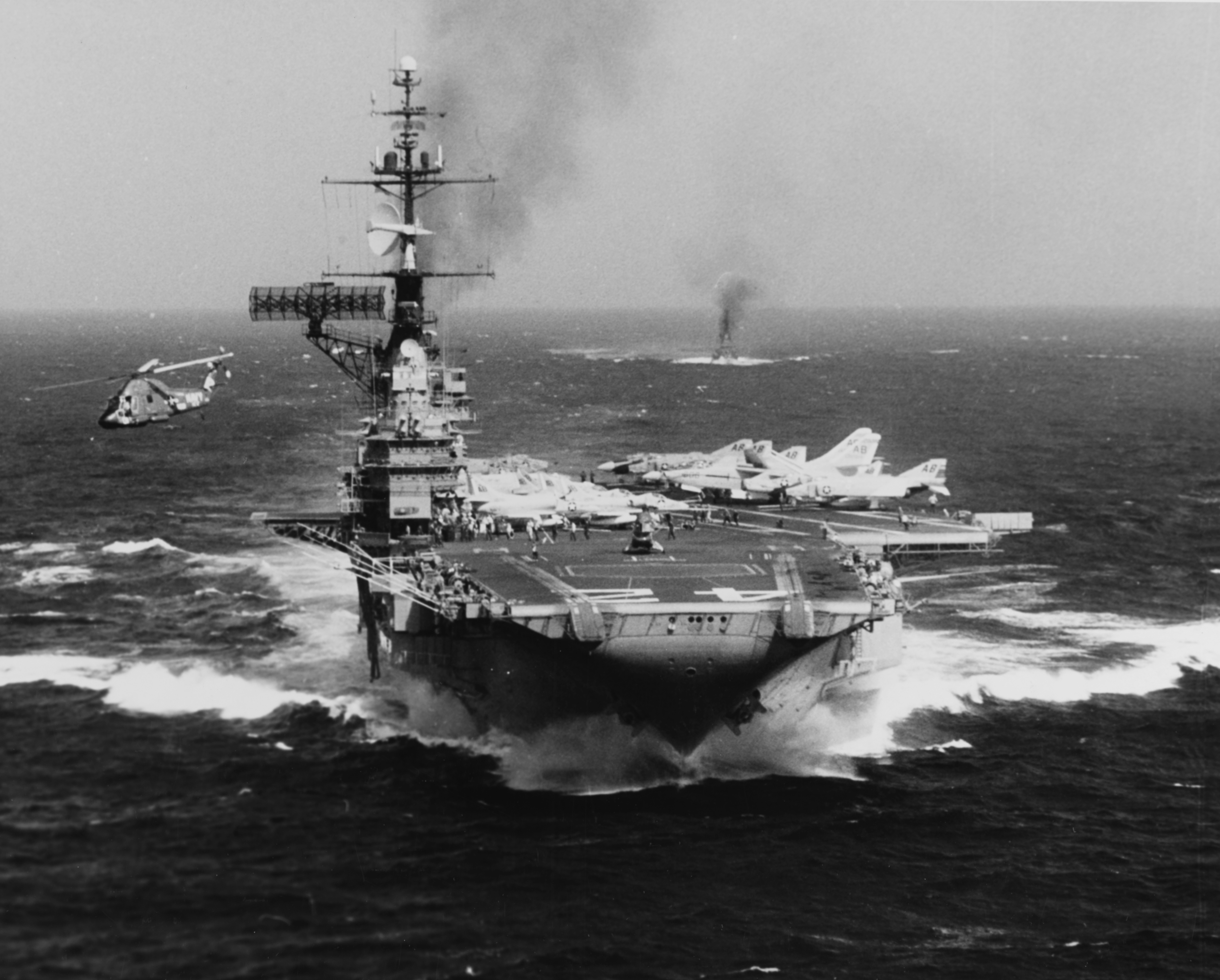
1966年10月，羅斯福號正在東京灣巡航，參與越戰戰事。當時美國在越戰的行動逐步升級，但航空力量卻不敷應用。故此，海軍多次抽調大西洋艦隊的航空母艦到太平洋助戰。羅斯福號此行主要參與滾雷行動的轟炸任務，在1967年後恢復平常的地中海執勤。

1966年初羅斯福號如常在加勒比海訓練，並在5月進入波士頓船廠維修。當時美國在越戰的戰況開始吃緊，海軍決定派出大西洋艦隊的航空母艦到遠東支援。在此背景下，羅斯福號在6月30日離開梅港，前往西太平洋參與越戰。
羅斯福號在1966年8月1日抵達菲律賓蘇比克灣，並在10日開始於越南外海作戰。此時美軍已開始第四階段滾雷行動，飛機可以攻擊北越的煉油設施（又稱POL攻擊）及部分指定的工業建築，但轟炸區域大致上仍局限於北越南部。北越仍可大量運輸各種防空炮、面對空飛彈及雷達設施到南方。羅斯福號在北越外海的洋基站（Yankee Station）連續執勤34日，期間一共有兩架A-4E攻擊機遭防空炮擊落。9月12日羅斯福號前往日本橫須賀休整，在16日抵達。
9月25日，羅斯福號由日本前往越南繼續作戰，並在南下途中與台灣的中華民國海軍演習。10月2日羅斯福號抵達越南外海。當時海軍既要執行反制防空飛彈的鐵手行動（Operation Iron Hand），又要打擊北越的燃油設施，更要切斷北越往南的補給線，戰況開始吃緊。然而羅斯福號的螺旋槳卻在10月3日損毀，使羅斯福在恢復作戰短短一日，便要回到橫須賀維修。10月7日羅斯福號返抵橫須賀軍港。
10月19日，羅斯福號終於回到越南作戰，但美國的航空母艦卻接連發生意外。10月26日，奧里斯卡尼號因照明彈爆炸而引發大火，造成多人死傷，羅斯福號曾經派員協助救援。11月4日，羅斯福號的液壓油儲存倉發生閃燃，釀成8人死亡4人受傷，所幸火災在15分鐘內便告撲滅。除了連串意外，羅斯福號與其他航空母艦如常執行轟炸任務，最後在11月13日前往蘇比克灣休整。
11月23日，羅斯福號最後一次到越南外海作戰。當時美國海軍的轟炸任務依舊，但效果仍然不佳，各艦的航空聯隊折損數量更日益增多。羅斯福號曾與新近抵達的提康德羅加號航空母艦聯合作戰，但在12月2日的一次行動中，羅斯福號有兩架A-4C攻擊機遭北越防空飛彈擊落，兩名失蹤機師後來被判斷死亡。
12月14日羅斯福號再有一架A-4E攻擊機遭飛彈擊毀。25日聖誕節，林登·詹森總統再次下令美軍停火48小時，並在1967年元旦作另一次48小時停火。
美軍停火令在12月27日結束當日，羅斯福號離開越南，到蘇比克灣稍作休整，並預備返國。1967年1月10日羅斯福號到訪香港四日，於1月19日離開遠東，途經南非開普敦，最終於2月21日返抵梅港。羅斯福號在稍後進入船廠維修，而美國則在2月14日開始第五階段滾雷行動。

## 緊縮開支下的改建與晚年巡航

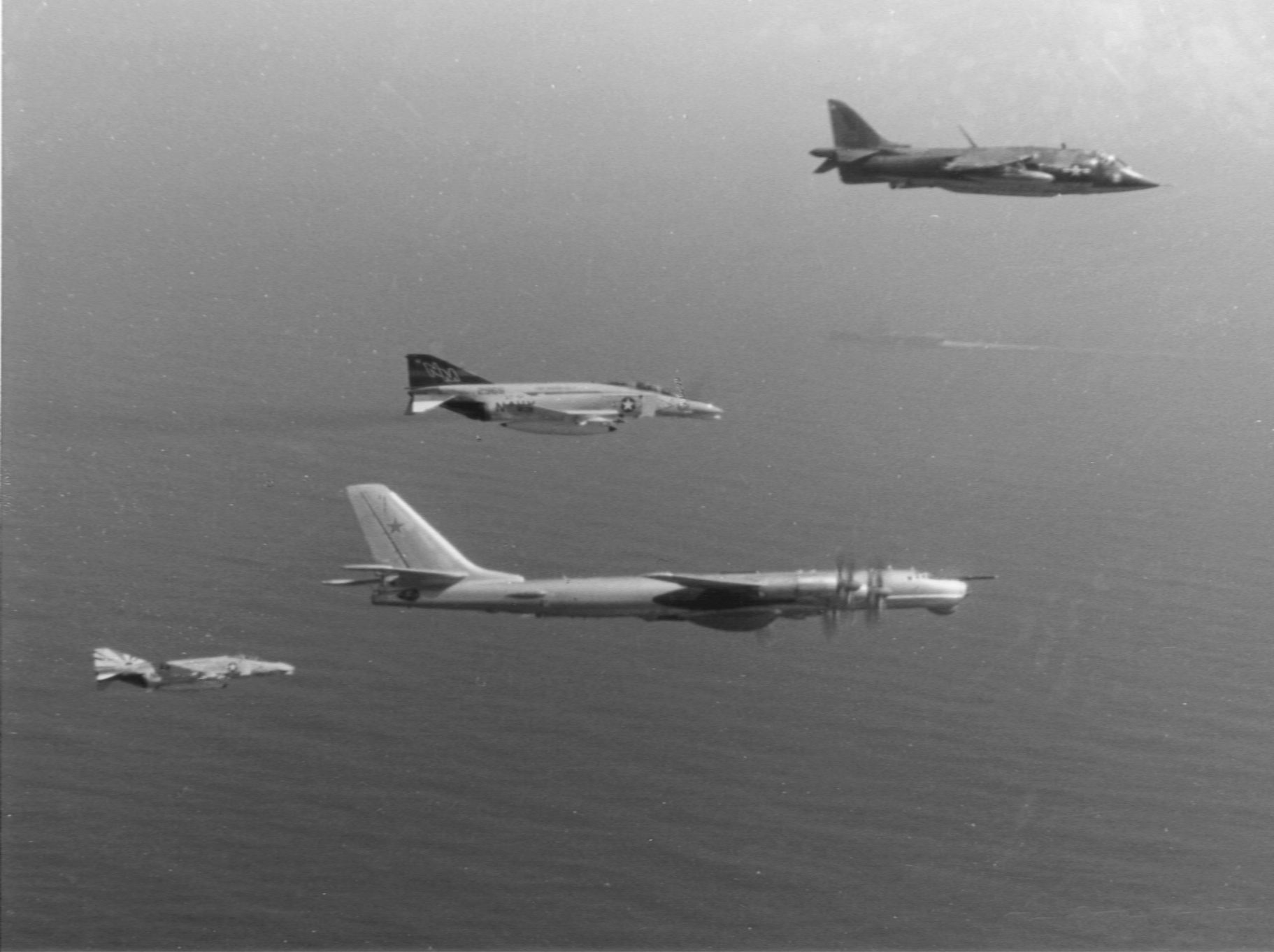
1977年，羅斯福號（背景）正進行最後一次外海巡航，隸屬艦上的一架AV-8A攻擊機及兩架F-4N戰鬥機正在空中，攔截一架蘇聯的圖-95轟炸機。自冷戰開始，蘇聯便派出飛機及艦艇干擾美國海軍軍艦，雙方時常互相發動模擬攻擊，甚至引發飛機相撞意外。這些情況在羅斯福號前後20次的地中海巡航中時有發生。

1967年5月29日，羅斯福號完成維修，並到關塔那摩灣訓練。8月24日，羅斯福號第14次前往地中海巡航，並先後到訪那不勒斯、巴塞羅那、奧古斯塔灣、塔蘭托、馬爾他、馬賽、羅馬、康城、雅典、華倫西亞、熱那亞及帞爾馬等地，最後在1968年5月19日返抵梅港。
與此同時，美國海軍正為中途島級航空母艦進行現代化改建。當時中途島級比起艾塞克斯級更適合起降新式飛機，但在彈射器及其他性能卻比福萊斯特級遜色。新的現代化改建正是要延長中途島級的服役壽命。中途島號在1966年開始改建，卻因故而多次出現延誤，導致預算嚴重超支。結果，海軍決定大幅縮減羅斯福號及珊瑚海號的改建規模。
1968年6月29日，羅斯福號進入諾福克海軍基地改建，主要項目包括拆除艦艉左舷的彈射器，以及把飛行甲板前方的升降台重置到艦島前方。由於經費削減，羅斯福號的艦艏彈射器仍然是舊式的C11型彈射器，未有更新至C13型。1969年8月羅斯福號完成改建，到近海試航。
1970年1月2日，羅斯福號第15次前往地中海巡航。此行羅斯福號曾經在塞浦路斯外海與英國皇家空軍演習，後來又在6月及7月兩次與北約成員國海軍演習。羅斯福號先後到訪過巴塞羅那、馬爾他、蘇達灣、塔蘭托、塞薩洛尼基、雅典、帞爾馬、那不勒斯、康城、薩丁尼亞及羅得島，最後於7月27日返抵梅港。
1971年初，羅斯福號在近海訓練航空聯隊，然後在2月12日第16次前往地中海。是次巡航羅斯福號仍以演習及訪問盟友港口為主，並先後到訪羅塔島、帞爾馬、巴塞羅那、那不勒斯、馬爾他、雅典、羅得島、的里雅斯特及塔蘭托，最後在7月23日返抵梅港。同年年底，羅斯福號在近海訓練航空聯隊，又在1972年初與美國海軍陸戰隊作聯合演習。
1972年2月15日，羅斯福號第17次到地中海巡航。此行羅斯福號先到法國西面的比斯開灣參與第五次魔劍行動（Magic Sword V）演習，但因天氣惡劣而未能全力執勤。稍後羅斯福號分別在西地中海及東中海進行演習，並到訪了帞爾馬、那不勒斯、康城、巴塞羅那、雅典、科孚島、蘇達灣、羅得島、梅爾辛及胡安灣。11月30日羅斯福號被無畏號航空母艦接替，最後在12月11日返抵梅港維修，結束接近10個月的巡航。
羅斯福號在1973年大部時間俱在近海訓練，要到同年9月14日才進行第18次地中海巡航。1973年10月6日，中東爆發贖罪日戰爭，而美國總統尼克遜則在10月12日下令美軍向以色列空運補給，五分錢救援行動（Operation Nickel Grass）正式展開。羅斯福號起初留在西地中海戒備，要到10月19日才抵達東地中海，配合獨立號及甘迺迪號兩艘航空母艦掩護美國空軍的運輸機。戰爭雖然在月底結束，但美國第六艦隊仍在東地中海與蘇聯海軍對峙，直到11月18日才恢復正常執勤。羅斯福號在11月15日到雅典休整，然後留在希臘附近的東地中海戒備。要到1974年2月，羅斯福號才返回西地中海，最後在1974年3月17日返抵梅港。
1974年5月，羅斯福號到費城海軍船廠維修，並在10月後恢復恆常訓練。1975年1月3日，羅斯福號第19次到地中海巡航，先後到訪基西拉島、布林迪西、奧古斯塔灣、帞爾馬、巴塞羅那、康城、那不勒斯、馬爾他及馬拉加。返航前夕，羅斯福號在6月30日被重編為多用途航母，舷號更改為CV-42。7月19日羅斯福號返抵梅港。
1976年10月4日，羅斯福號第20次前往地中海，亦是最後一次到外海巡航。羅斯福號在此行到訪了羅塔島、那不勒斯、卡塔尼亞、塔蘭托、熱那亞及摩納哥，最後於1977年4月21日返抵梅港。

## 結局與榮譽
1977年10月1日，羅斯福號在諾福克海軍基地退役除籍，並預備出售拆解。同月18日德懷特·D·艾森豪號航空母艦服役，填補羅斯福號的出缺。當時有消息指羅斯福號的老化程度較其他同級艦嚴重，兼且復修費用過於昂貴，加上艦上的通用電氣製蒸汽渦輪異於其他姊妹艦，造成後勤維護不易，是她提早退役拆解的原因。1978年4月11日羅斯福號被拍賣出售，在5月3日於新澤西州卡尼鎮開始拆解。
羅斯福號在越戰獲頒海軍部隊嘉許獎，並獲得一枚戰鬥之星。全部榮譽見下表：
|             |             |  |
| Bronze star | Bronze star |  |

| 海軍部隊嘉許獎      | 海軍遠征獎章              | 海軍佔領服役獎章 （「歐洲（Europe）」橫扣） |
| 國防部服役獎章 兩枚 | 越南服役獎章 一枚戰鬥之星 | 棕櫚葉越南英勇十字部隊嘉許                  |